# Viola Dana
Viola Dana (ur. 26 czerwca 1897, zm. 3 lipca 1987) – amerykańska aktorka filmowa.

## Filmografia
- 1910: A Christmas Carol
- 1914: Molly the Drummer Boy jako Molly
- 1917: Wrota Edenu jako Eve/Evelyn
- 1919: Satan Junior jako Diana Ardway
- 1923: Krynolina i miłość jako Miss Emmy Lou
- 1927: Naughty Nanette jako Nanette Pearson
- 1929: Dwie siostry jako Jean/Jane

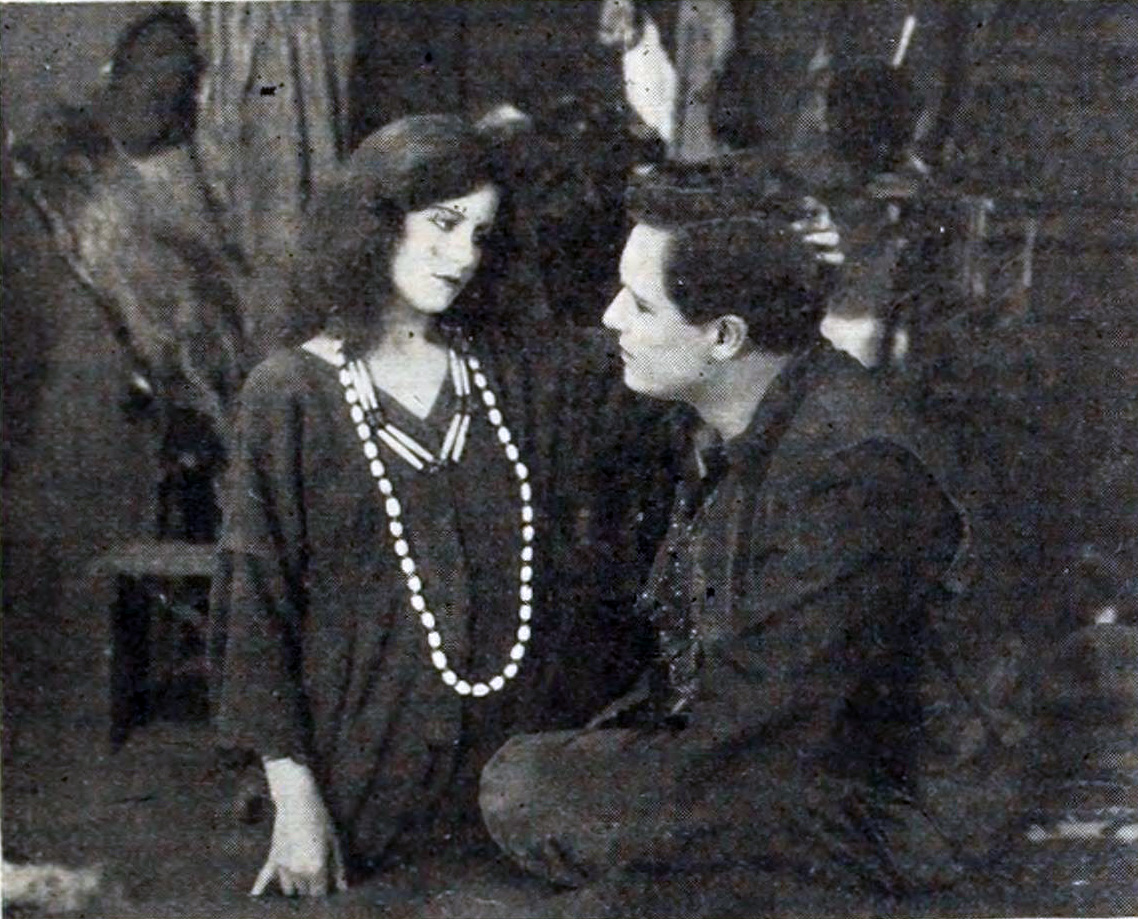
The Flower of No Man's Land (1916)
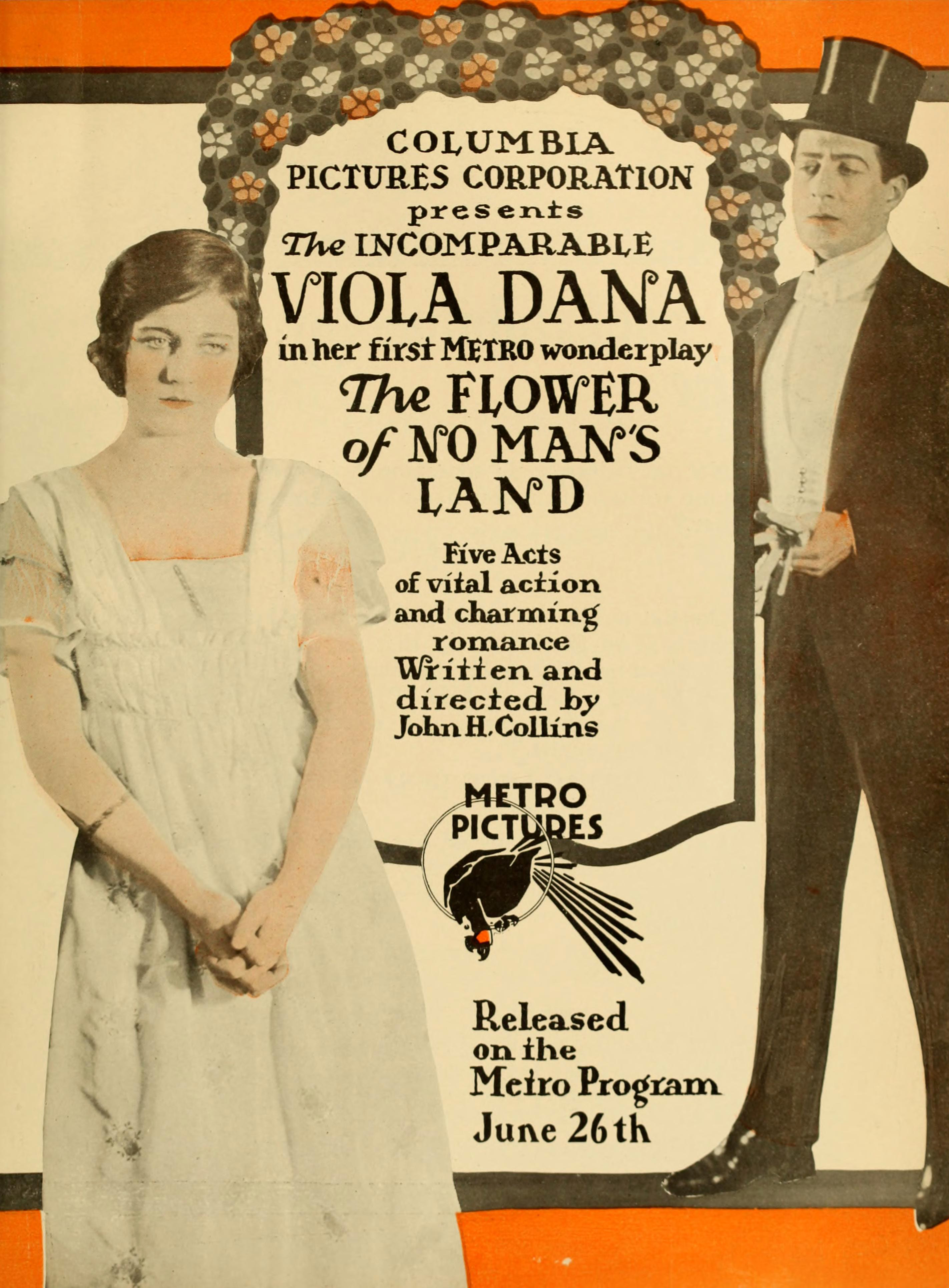
The Flower of No Man's Land (1916)
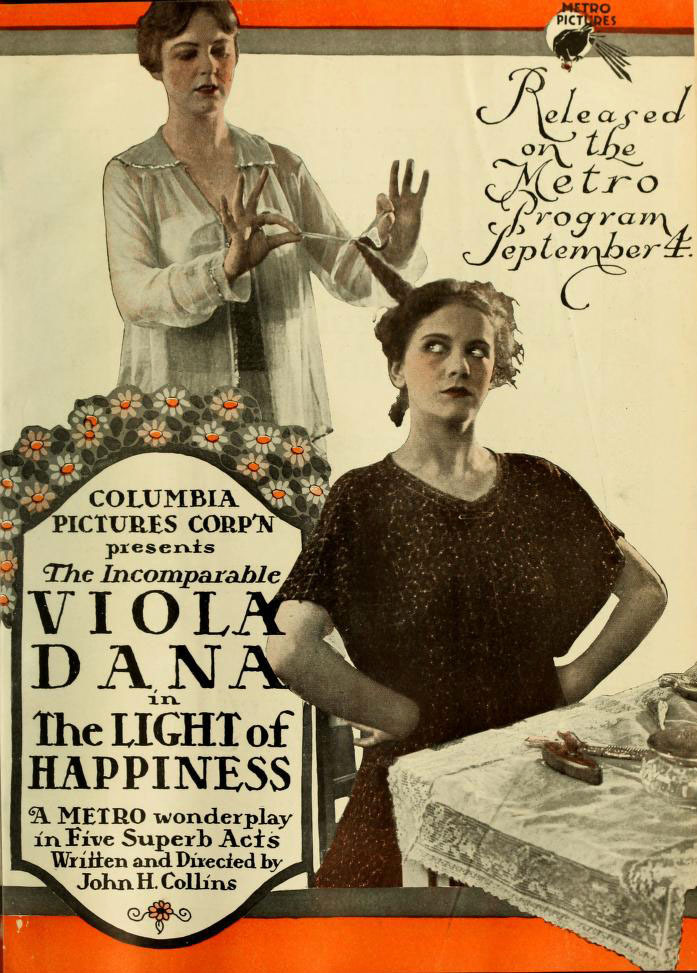
The Light of Happiness (1916)
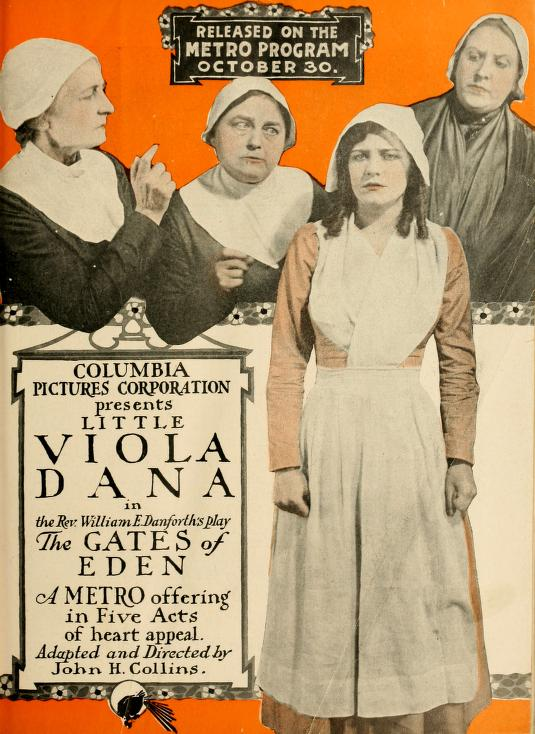
The Gates of Eden (1916)
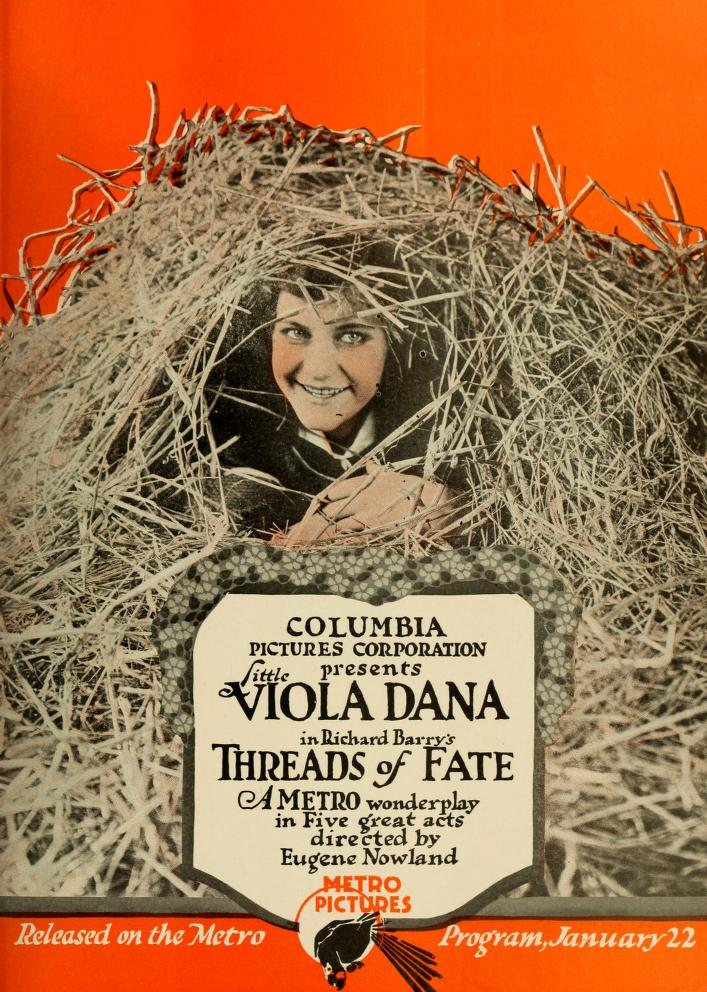
Threads of Fate (1917)
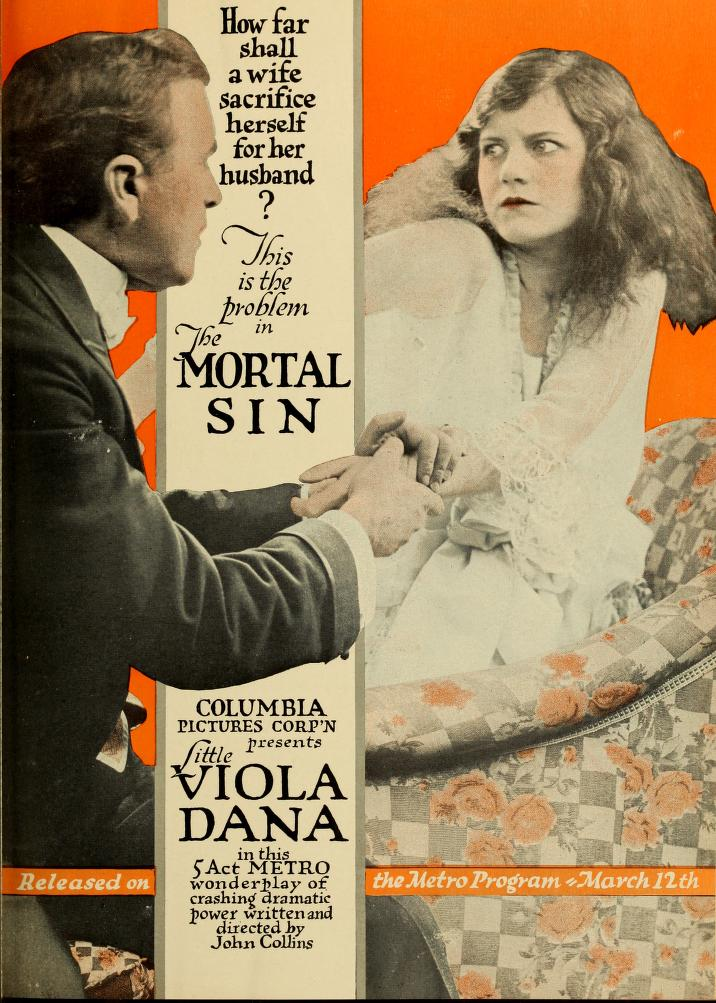
The Mortal Sin (1917)
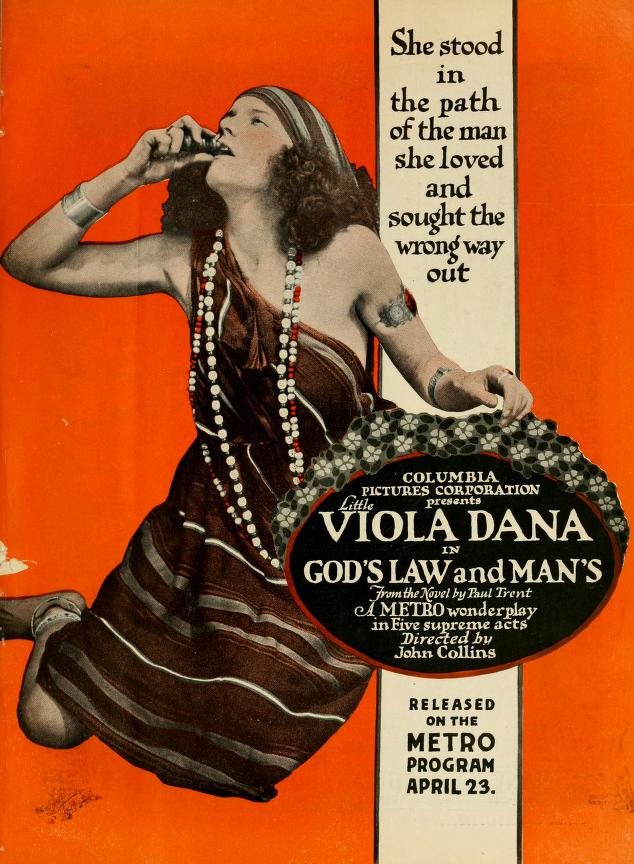
God's Law and Man's (1917)
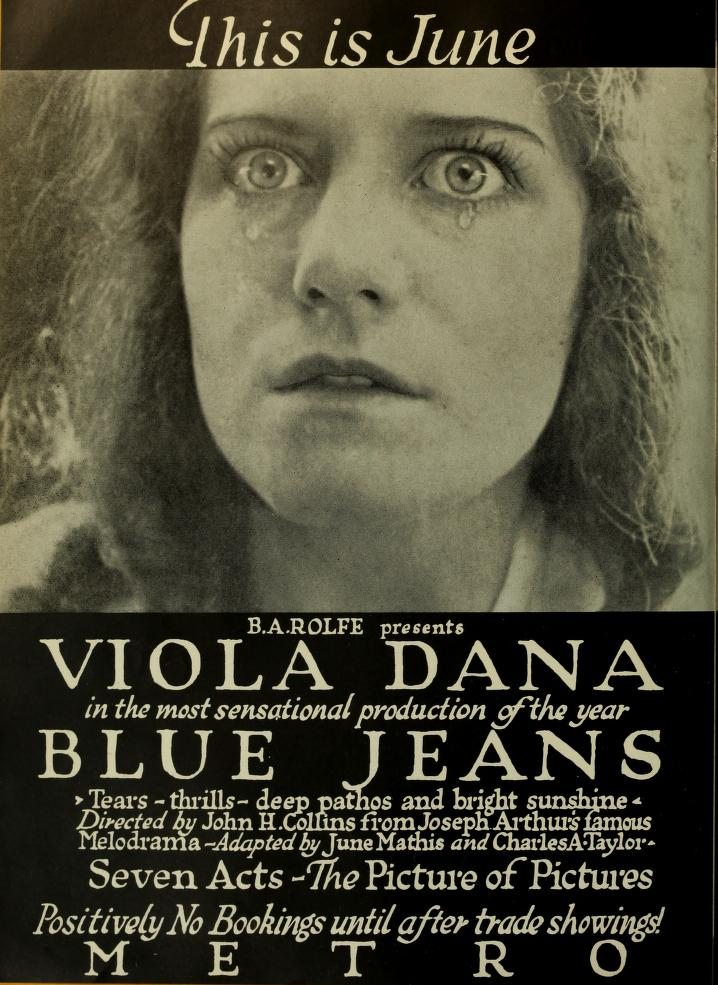
Blue Jeans (1917)
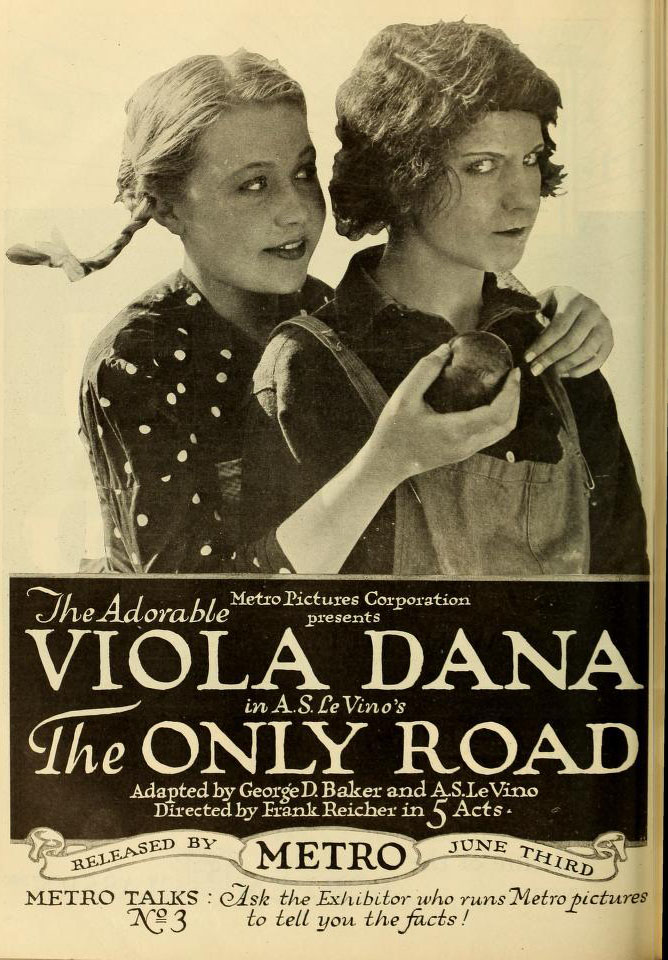
The Only Road (1918)
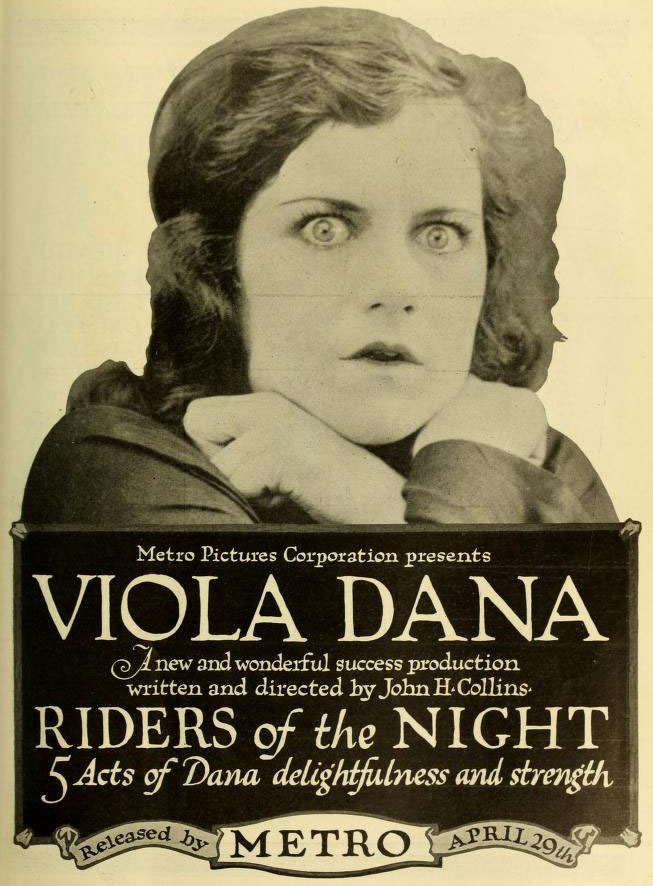
Riders of the Night (1918)
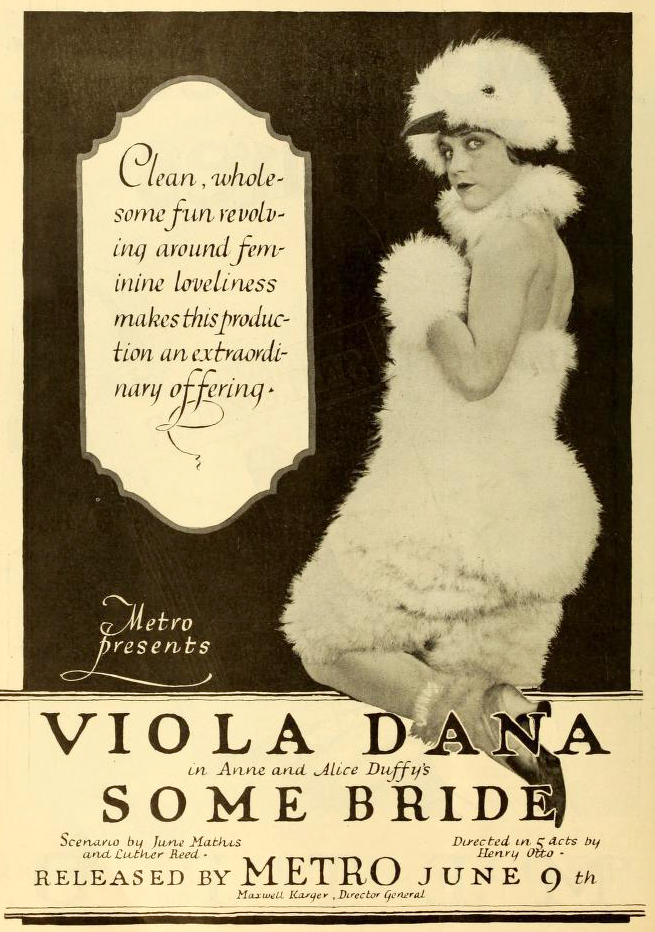
Some Bride (1919)

## Wyróżnienia
Posiada swoją gwiazdę na Hollywoodzkiej Alei Gwiazd.